# Поломська культура
Поло́мська культу́ра — археологічна культура V—IX століть, що була поширена у верхній та середній течіях річки Чепца.
Свою назву культура отримала від двох могильників, розкопаних біля села Полом Кезького району Удмуртії. Розкопки проводились в 1906-08 роках науковцями П. Г. Тарасовим та В. Д. Ємельяновим. За даними археологів культура спочатку формувалась як багатокомпонентне утворення за участю різноманітних етнокультурних груп, які виділялись в похованих та поселенських матеріалах V-VII століть. Ядром Поломської культури було правобережжя верхньої течії Чепци. На основі даної культури з часом розвинулась Чепецька культура.
Для Поломської культури поширені курганні захоронення, де проглядається південний вплив, або мисові городища. В поселеннях розвивалось ковальство, тому що було широко розповсюджене залізо, та рільницьке землеробство. Населення вело комплексне господарство, займаючись скотарством, землеробством, мисливством, рибальством та бджільництвом. За антропологічними характеристиками населення поділялось на 2 типи: мезокранні широколиці монголоїди (ймовірно, вплив пермського населення) та доліхокранні вузьколиці європеоїди.